# 金新朝
金 新朝（キム・シンジョ、朝: 김신조、英: Kim Shin-Jo、1942年6月2日 - 2025年4月9日）は、韓国の牧師。元朝鮮民主主義人民共和国（北朝鮮）工作員。
1968年1月21日に発生した青瓦台襲撃未遂事件において、当時の大韓民国大統領朴正煕の暗殺を試みた31名の朝鮮人民軍兵士の2人の生き残りのうちの1人である。

## 来歴
日本統治下の朝鮮咸鏡北道清津市出身。
興南高等機械専門学校を卒業後、工場に勤務。1961年3月8日に朝鮮人民軍に入隊。1967年6月、部隊に転属。
1968年1月17日、124部隊は韓国に潜入。
もう1人の生き残りである朴在慶は北朝鮮に帰還したが、金新朝は大韓民国国軍に捕えられ捕虜となり、解放までの約1年間に渡って尋問を受けた。
金は後に韓国に帰順し、金在現（キム・ジェヒョン、朝: 김재현）に改名した後、京畿道にあるソウル聖楽教会の牧師となり、妻と2人の子供をもうけた。
2025年4月9日の朝に死去。享年83。